# Вилијам Данијелс
Вилијам Дејвид Данијелс (енгл. William David Daniels; рођен 31. марта 1927, Бруклин, Њујорк), амерички је позоришни, филмски, и ТВ глумац, који се појављивао у бројним филмовима и телевизијским серијама.
Најпознатији је по улогама доктора Марка Крејга у серији Ст. Елсвер (1982–1988) и Џорџа Финија у ситкому Дечак упознаје свет (1993–2000). Он је такође глас КИТТ-а у серији Најт рајдер (1982–1986) са Дејвидом Хаселхофом. Године 2014. вратио се улози Џорџа Финија у Девојчица упознаје свет (2014-2017). Глумио је и доктора Крејга Томаса у серији Увод у анатомију (2012).  
Од 1999. до 2001. био је председник Удружења филмских глумаца Сједињених Држава. 
Познат је и по филмовима Дипломац (1967), Убице и сведоци (1974), Плава лагуна (1980), Црвени (1981), Састанак на слепо (1987), Њен алиби (1989), Ледом до славе (2007), и многим другим.